# Caspar Heunisch

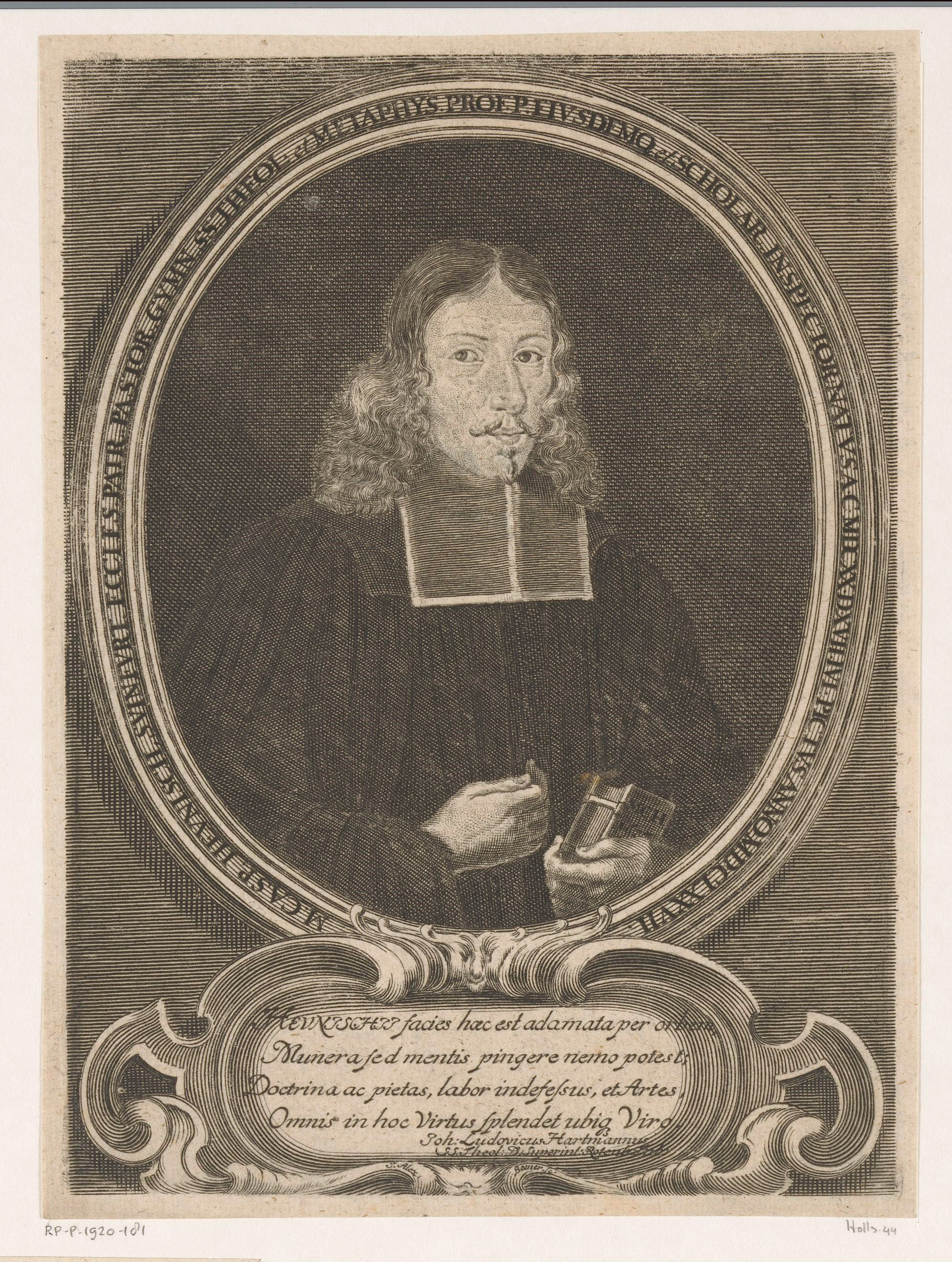
Kupferstich, gefertigt von Johann Alexander Böner.

Caspar Heunisch, auch Kaspar Heunisch (* 16. Juli 1620 in Schweinfurt; † 18. Oktober 1690 ebenda) war ein deutscher lutherischer Theologe und Kirchenlieddichter.
Heunisch, der Sohn eines Glasers, studierte nach dem Besuch des Schweinfurter Gymnasiums ab 1639 Evangelische Theologie in Jena, wo er zum Magister promoviert wurde. Nach kurzer Tätigkeit als Hauslehrer in Halle (Saale) wurde er 1645 Pfarrer in Priesenhausen bei Schweinfurt. 1646 wechselte in die Pfarrstelle Oberndorf bei Schweinfurt. 1647 wurde er Subdiakonus an der Johanniskirche in Schweinfurt, stieg 1654 zum Diaconus, 1660 zum Archidiaconus und 1665 zum Oberpfarrer (Superintendenten) auf. Daneben war er Professor und Inspektor des Schweinfurter Gymnasiums.
Heunisch veröffentlichte zahlreiche Leichenpredigten, aber auch etliche theologische Werke, darunter einen Abriss von Leonhard Hutters Compendium Locorum Theologicorum und Schriften gegen Katholiken und Reformierte. Ein besonderer Schwerpunkt waren Untersuchungen zur Zeitrechnung, wobei er die Arbeiten von Matthäus Hoffmann (1615–1667) weiterführte. Eingehende Untersuchungen der apokalyptischen Bücher der Bibel (Ezechiel, Daniel, Offenbarung des Johannes) sollten der Berechnung des Tausendjährigen Reiches dienen. Heunisch sah die biblischen Weissagungen als in der Geschichte der Kirche erfüllt und bekämpfte daher den zeitgenössischen Chiliasmus. Für die nahe Zukunft sah er einen zweiten Religionskrieg zwischen Katholiken und Protestanten, später eine türkische Besetzung der christlichen Länder voraus. Sowohl Philipp Jakob Spener als auch Christian Thomasius kritisierten Heunischs Endzeitberechnungen.
Noch größere Verbreitung als Heunischs gelehrte Werke fand sein Kirchenlied O Ewigkeit, du Freudenwort, das mich erquicket fort und fort, o Anfang sonder Ende. Es wurde 1688 erstmals veröffentlicht und war noch im Evangelischen Kirchengesangbuch (EKG Nr. 325) enthalten.

## Schriften (Auswahl)
- Wolgegründtes Bedencken/ über dem antrettenden 1670. Jahr/ Ob in demselben Der Jüngste Tag zu hoffen oder zu vermuthen sey? Nürnberg 1670.
- Nicodemus, Oder die Hof-Catholische Religion : Auf die Prob gestellet/ Und durch Zeugniß I. der H. Schrifft/ II. Der Päpstischen Kirchen/ III. Der vornehmsten Päbstischen Scribenten/ IV. Vornehmer alter und neuer Kirchen-Lehrer/ verworffen. Altenburg 1672.
- Epitome Analytica Locorum Theologicorum, In Compendio D. Leonhardi Hutteri Comprehensorum. Nürnberg 1674.
- Türcken-Gefahr : Wie groß sie sey/ wie weit sie sich/ ... erstrecken/ und wenn sie sich enden werde/ ... Aus der Offenbarung St. Johannis/ gezeiget Im Monat Julio Anno 1683. Nürnberg 1683.
- Clavis I. Apocalyptica, & II. Ezechielica : Illa ad recludendam & intelligendam Apocalypsin, e Manuscripto B. Dn. Matth. Hofmanni, Machaeropoei dicti; Haec Ad Ezechielis Templum Et Civitatem ... Rothenburg/Tauber 1684.
- Haupt-Schlüssel über die hohe Offenbahrung S. Johannis/ : Welcher durch Erklärung aller und jeder Zahlen/ die darinnen vorkommen/ und eine gewisse Zeit bedeuten/ zu dem eigentlichen und richtigen Verstand Oeffnung thut ... Schleusingen 1684 (Nachdruck im Auftrag der Internationalen Arbeitsgemeinschaft für Theologische Bachforschung e.V. hrsg. von Thomas Wilhelmi; 1981).
- In Canticum Canticorum Commentarius Apocalypticus, : in quo Textus cum tribus Versionibus legitur, Philologice explicatur, verusque a Spiritu S. intentus sensus Indigatur & exponitur ... Leipzig 1688.
- Antichiliasmus, Das ist/ Widerlegung der so genannten der Weissagungen Erfüllung/ welche Anno 1686. in Frantzösischer Sprach ausgangen von S.P.I.P.E.P.E.Th.A.R. auch noch in selbigem Jahr in das Teutsche übersetzet worden : Dem Teutschen Leser zu Dienst in seiner Sprache in zween Theil abgefasset/ ... Schweinfurt 1689.